# Sam et Sap

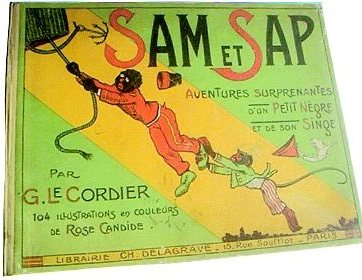
Album Sam et Sap (Éditions Delagrave, 1908).

Sam et Sap est une bande dessinée sous-titrée, Les aventures surprenantes d'un petit nègre et de son singe, parue en 1908 dans le journal pour enfants  Saint-Nicolas.
Le texte est de Georges Le Cordier et les illustrations de Rose Candide. C'est une des premières bandes dessinées utilisant des phylactères.

## Qui est Rose Candide, l'illustrateur?

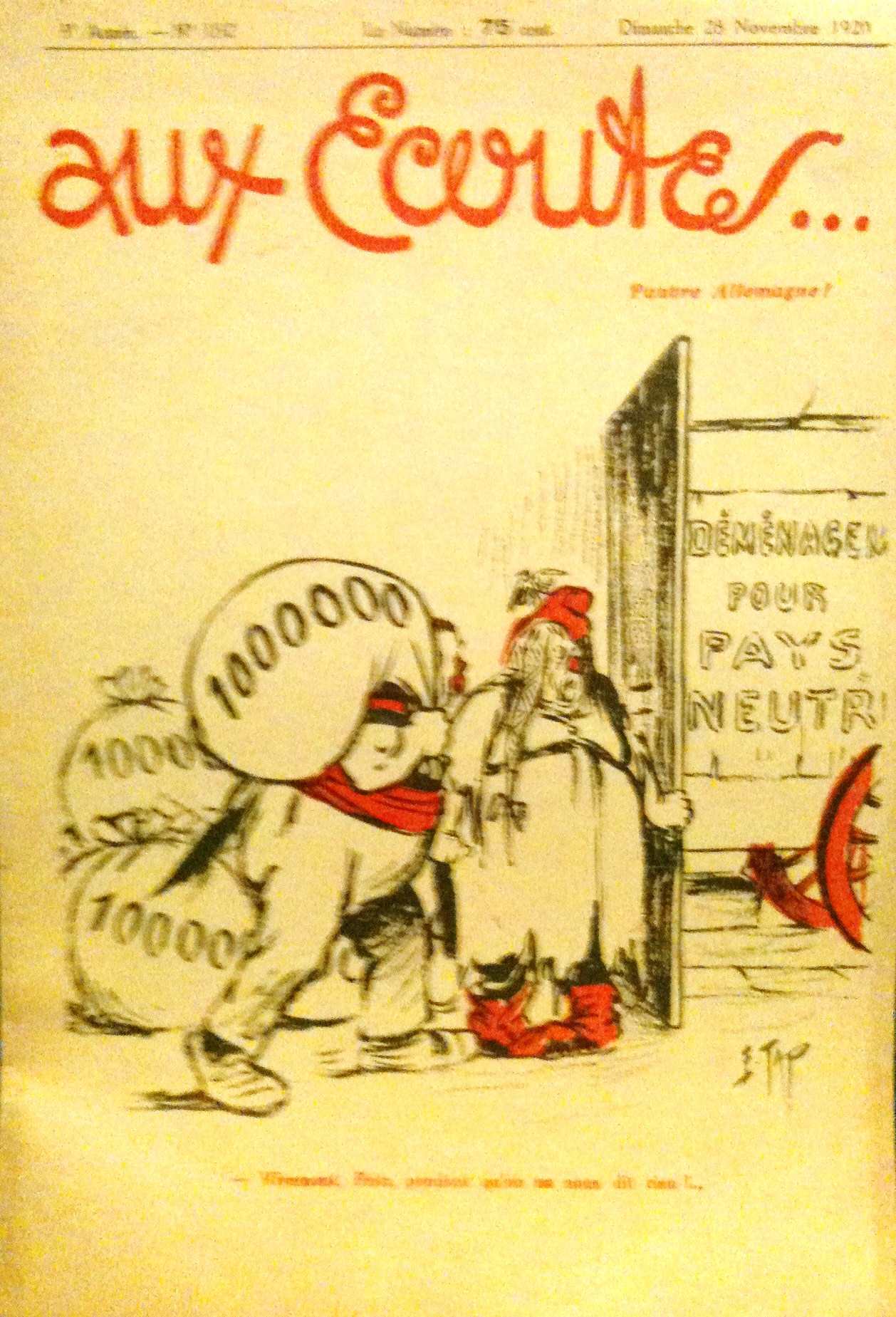
Couverture de l'hebdomadaire français, Aux écoutes du 28 novembre 1920 illustrée par Émile Tap.

Rose Candide a d'abord été identifiée comme un pseudonyme du peintre Edmond Tapissier par un passionné de BD Georges Jouet, notaire à Caen. En effet les dessins de Rose étant très proches de ceux d'un autre illustrateur signant E. Tap, on rapprocha ce nom de celui d'Edmond Tapissier. Par la suite le même Georges Jouet découvrira un certain Émile Tap (1876-1940) qui aurait bien existé et qui aurait été greffier de la Commune libre de Montmartre.
On retrouve la signature  d'E. Tap, ou Émile Tap de nombreux dessins humoristiques ou politiques dans de nombreuses revues comme Le Petit Illustré amusant, Le Pêle-Mêle, Le Populaire illustré, Le Gaulois, L’Épatant, Les trois couleurs, Aux écoutes, Les on dit.

## Autres ouvrages illustrés

### Ouvrages illustrés par Rose Candide
- Jean-Pierre Claris de Florian et Rose Candide (illustration), Les Fables de Florian, Paris, Maurice Bauche, 1904
- Georges Le Cordier et Rose Candide (illustration) (104 illustrations couleurs), Sam et Sap : Aventures surprenantes d'un petit nègre et de son singe, Delagrave, 1908 (lire en ligne)
- Charles Perrault et Rose Candide (illustration), La Barbe bleue : Conte de Perrault
- Charles Perrault, Albert Robida (illustration), Émile Tap (illustration) et Rose Candide (illustration), Les Contes de Perrault, Paris, Imagerie merveilleuse de l'enfance (lire en ligne)

### Ouvrages illustrés par  E.Tap
- Charles Perrault et Émile Tap (illustration), Le petit Poucet : Conte de Perrault
- Charles Perrault et Émile Tap (illustration), La Belle au Bois dormant : Conte de Perrault
- Charles Perrault et Émile Tap (illustration), Peau d'ane suivi de La Belle au Bois dormant : Les contes de Perrault (lire en ligne)
- Charles Perrault, Albert Robida (illustration), Émile Tap (illustration) et Rose Candide (illustration), Les Contes de Perrault, Paris, Imagerie merveilleuse de l'enfance
- Maurice Hallé et Émile Tap (illustration), Par la grand'route et les chemins creux
- Marie-Catherine d'Aulnoy et Émile Tap (illustration), La Biche au bois, Imagerie Merveilleuse de l'Enfance
- Marie-Catherine d'Aulnoy et Émile Tap (illustration), La Belle aux cheveux d'or, Imagerie Merveilleuse de l'Enfance

## Sources
- Sam et Sap et les influences américaines, par M. Patinax, dans Le Collectionneur de bandes dessinées no  46, de février/mars 1985, pages 20 et 21.
- L'affaire Rose Candide par Yves Frémion, page 66. Zoo no 50, octobre-novembre 2013